# چگ
چگ (انگلیسی: Chegg) شرکت فناوری اطلاعات آمریکایی مستقر در سانتا کلارا، ایالت کالیفرنیا است. این شرکت که کمک به انجام تکالیف، اجاره کتاب‌های درسی دیجیتال و فیزیکی، تدریس خصوصی آنلاین و سایر خدمات دانش‌آموزی را ارائه می‌دهد. این شرکت در سال ۲۰۰۵ توسط عثمان رشید تأسیس شد.